# Alfréd Hajós
Alfréd Hajós (rojen kot Arnold Guttmann), madžarski plavalec, nogometaš, arhitekt, atlet in nogometni trener, 1. februar 1878, Budimpešta, 12. november 1955, Budimpešta.
Hajós je nastopil na prvih Poletnih olimpijskih igrah moderne dobe leta 1896 v plavanju in osvojil zlati medalji na 100 in 1200 metrov prosto. Leta 1924 je nastopil na Poletnih olimpijskih igrah leta 1924 v umetnosti, kjer je skupaj z Dezsőm Lauberjem osvojil srebrno medaljo v načrtovanju mest za načrt stadiona, zlata medalja ni bila podeljena. Tekmoval je tudi v atletiki, leta 1898 je osvojil naslov državnega prvaka v sprintu na 100 metrov, teku na 400 metrov z ovirami in metu diska. 12. oktobra 1902 je nastopil na prvi tekmi madžarske reprezentance proti avstrijski na Dunaju. Leta 1906 je bil tudi selektor reprezentance.
Tudi njegov brat Henrik Hajós je bil plavalec. Leta 1966 je bil sprejet v Mednarodni plavalski hram slavnih.